# 鹿折町
鹿折町（ししおりまち）は、1953年（昭和28年）まで宮城県本吉郡の北部にあった町。現在の気仙沼市中北部にあたる。

## 沿革・歴史
- 1889年（明治22年）4月1日 - 町村制施行にともない、旧来の鹿折村単独で村制施行。
- 1929年（昭和4年）2月24日 - 気仙沼の大火の余燼が風下となっていた鹿折に及び、村内で7戸30棟が焼失[1]。
- 1951年（昭和26年）4月1日 - 町制施行し、鹿折町となる。
- 1953年（昭和28年）6月1日 - 気仙沼町・松岩村と合併し、気仙沼市となる。

## 行政

### 歴代村長
| 代 | 氏名         | 就任                    | 退任                      | 備考 |
| -- | ------------ | ----------------------- | ------------------------- | ---- |
| 1  | 小野友助     | 1889年（明治22年）5月   | 1894年（明治27年）3月     |      |
| 2  | 小野賢治     | 1894年（明治27年）3月   | 1901年（明治34年）6月     |      |
| 3  | 村上源兵衛   | 1901年（明治34年）8月   | 1905年（明治38年）4月     |      |
| 4  | 尾形貞七     | 1905年（明治38年）6月   | 1907年（明治40年）3月     |      |
| 5  | 千葉右仲     | 1907年（明治40年）5月   | 1910年（明治43年）6月     |      |
| 6  | 安藤留之助   | 1911年（明治44年）4月   | 1913年（大正2年）6月      |      |
| 7  | 小野寺万作   | 1913年（大正2年）8月    | 1914年（大正3年）5月      |      |
| 8  | 尾形貞七     | 1917年（大正6年）9月    | 1918年（大正7年）10月     | 再任 |
| 9  | 畠山鷹治郎   | 1919年（大正8年）8月9日 | 1922年（大正11年）3月     |      |
| 10 | 斎藤卯平治   | 1925年（大正14年）4月   | 1929年（昭和4年）4月      |      |
| 11 | 千葉右仲     | 1933年（昭和8年）4月    | 1933年（昭和8年）6月      | 再任 |
| 12 | 斎藤卯平治   | 1933年（昭和8年）6月    | 1936年（昭和11年）3月     | 再任 |
| 13 | 小野寺伝九郎 | 1936年（昭和11年）3月   | 1940年（昭和15年）3月     |      |
| 14 | 小野寺良助   | 1944年（昭和19年）2月   | 1946年（昭和21年）11月    |      |
| 15 | 村上万四郎   | 1947年（昭和22年）4月   | 1951年（昭和26年）3月31日 |      |

### 歴代町長
| 代 | 氏名       | 就任                     | 退任                      | 備考         |
| -- | ---------- | ------------------------ | ------------------------- | ------------ |
| 1  | 村上万四郎 | 1951年（昭和26年）4月1日 | 1953年（昭和28年）5月31日 | 村長より留任 |

## 交通

### 鉄道
- 国鉄大船渡線：鹿折駅 - 上鹿折駅